# Ixchiguán
Ixchiguán – niewielka miejscowość na południowym zachodzie Gwatemali, w departamencie San Marcos. Według danych szacunkowych z 2012 roku liczba mieszkańców wynosiła 2909 osób. 
Ixchiguán leży około 44 km na północny zachód od stolicy departamentu – miasta San Marcos, oraz około 20 kilometrów na wschód od wulkanu Tacaná (4093 m), leżącego na granicy pomiędzy Gwatemalą a meksykańskim stanem Chiapas. 
Miejscowość leży na wysokości 3185 metrów nad poziomem morza, w górach Sierra Madre de Chiapas. 

## Gmina Ixchiguán
Miasto jest także siedzibą władz gminy o tej samej nazwie, która jest jedną z dwudziestu dziewięciu gmin w departamencie. W 2012 roku gmina liczyła 28 852 mieszkańców. Gmina jak na warunki Gwatemali jest średniej wielkości, a jej powierzchnia obejmuje 184 km². Mieszkańcy gminy utrzymują się głównie z rolnictwa i hodowli zwierząt.  W rolnictwie dominuje uprawa ziemniaka, kukurydzy oraz roślin ogrodniczych przystosowanych do uprawy w stosunkowo chłodnym jak na tę szerokość geograficzną klimacie. 
Z hodowli zwierząt najczęściej spotykane są owce.